# Chiang Rai United Stadium
Chiang Rai United Stadium (taj. ยูไนเต็ดสเตเดียม) – stadion piłkarski w Chiang Rai, w Tajlandii. Został otwarty w 2012 roku. Pojemność stadionu wynosi 15 000 widzów. Swoje spotkania rozgrywają na nim piłkarze klubu Chiangrai United FC. Obiekt położony jest tuż przy lotnisku Chiang Rai.